# Mesogona blanda
Mesogona blanda är en fjärilsart som beskrevs av Augustus Radcliffe Grote 1876. Mesogona blanda ingår i släktet Mesogona och familjen nattflyn. Inga underarter finns listade i Catalogue of Life.